# Marcel-Paul Schützenberger
Marcel-Paul Schützenberger   (7è districte de París, 24 d'octubre de 1920 - 16è districte de París, 29 de juliol de 1996) va ser un metge i matemàtic francès.

## Vida i obra
Schützenberger va néixer en una família originalment alsaciana en la qual s'hi compten nombrosos avantpassats il·lustres en els camps de les lletres i les ciències. Els seus estudis universitaris de medicina es van veure interromputs perla Segona Guerra Mundial, durant la qual va lluitar un temps amb les forces franceses combatents. Acabada la guerra, va re-emprendre els estudis obtenint el doctorat en medicina el 1948. A partir d'aquest any va treballar a l'Institut Nacional d'Higiene, mentre continuava estudiant i publicant articles de matemàtiques. El 1953 també va obtenir el doctorat en matemàtiques a la universitat de París. Aquest mateix any obté una plaça d'ofical de recerca al CNRS, que deixa el 1956 per anar un curs a la universitat Harvard a treballar amb Shannon, el pare de la teoria de la informació. Retornat a França el 1958, va ser professor d'estadística de la universitat de Poitiers fins al 1963 quan va ser nomenat cap de recerca del CNRS. L'any següent va ser nomenat professor de la universitat de París, en la qual va romandre fins a la seva mort el 1996.
Schützenberger va publicar més de 170 obres científiques entre articles, llibres i monografies. Fins a finals dels anys 1950's va publicar tant sobre matemàtiques com sobre medicina, però a partir dels anys 1960's ja només ho va fer sobre àlgebra, estadística, combinatòria i ciències de la computació. A partir dels estudis de Noam Chomsky, va desenvolupar la teoria dels llenguatges formals i les seves relacions, fixant el concepte de jerarquia lingüística. També va fer aportacions interessants en la teoria dels semigrups, com el concepte de congruència sintàctica. Els seus treballs sobre llenguatges i algorismes de la combinatòria van obrir el camí a la consideració dels llenguatges com gramàtiques amb multiplicitat i a la simplificació dels càlculs automàtics.
Basant-se en temes combinatoris (segons ell, el genoma no pot contenir la informació necessària per explicar totalment un organisme viu) va ser escèptic en considerar suficient la teoria de l'evolució darwinista per explicar els fenòmens bàsics de l'evolució. Aquest escepticisme es basava en dos fets: l'impossibilitat de relacionar les mutacions en un genotip amb les característiques observables i la consideració de que una mutació d'un genotip és com un error en un programa informàtic: normalment el que succeeix és que no funciona res. Tot i la debilitat dels arguments, el seu escepticisme ha estat amplament divulgat pels partidaris del saltacionisme o del disseny intel·ligent.